# Gino Soccio
Gino Soccio, né à Montréal en 1955, est un producteur, auteur, compositeur, musicien multi-instrumentiste québécois.

## Biographie
Gino Soccio commence à étudier le piano à 8 ans. À 18 ans, il loue des claviers et synthétiseurs pour enregistrer dans son home-studio. L'année suivante, il devient producteur et écrit des chansons pour le groupe kebekelektrik (prononcé Québec Electric). Il enregistre la plupart des titres de l'album, gérant l'enregistrement. Le titre "War Dance" sera dans les dix premiers du classement US.
Après ce succès, Gino Soccio quitte le lycée et avec l'argent recueilli, enregistre une maquette. Après avoir vu l'effet de sa musique à Montréal il se lance dans la musique disco et le son Euro disco.
En 1978, il travaille aux fameux Muscle Schoals Sound Studios sur un concept disco album de classic rock, "Witch Queen" qui atteindra les meilleurs classements avec "Bang A Gong". Il continue à produire pour le label Arista Records Karen Silver pour son premier album "Hold On I'm Comin'" qui sera aussi dans le top 10.
Ray Caviano, à la tête de la major Warner/RFC, signe Gino Soccio en 1979 et inaugure son nouveaux label avec l'album "Outline" qui est devenu un classique disco.
À 24 ans son premier album solo "Outline" est couronné par un succès, "Dancer" (#48 du classement US Billboard Hot 100). Il reste pendant six semaines à la première place des classements américains à deux reprises avec Hot Dance Music/Club Play (en) en 1979.
Malgré le déclin de la disco il connaît encore le succès en 1980 avec son deuxième album "S-Beat". Toujours avec un style Euro disco il est influencé sur "Rhythms Of The World" par le son new wave émergent.
Il reste le seul artiste disco à avoir trois singles de ses premiers albums dans les meilleurs classements musicaux.
En 1981 il connaît ses plus grand succès populaires. Avec l'album "closer" il n'est plus seulement un artiste disco. Ses nouveaux titres "Try It Out" et "Hold Tight" sur un rythme lent (dowtempo) sont programmés sur de nombreuses radios R&B. Après la mort de la disco et les difficultés du style Hi-NRG pour s'imposer, il change résolument de style avec un troisième album, plus funky et downtempo.
Les années suivantes il enregistre d'autres hits avec Karen Silver, "Fake" (1980), "Nobody Else" "Set Me Free" (1981), et "Clean Up Woman" (1982).
Face To Face, son troisième album solo, reste mid-tempo. Le titre Remember pourtant fait revivre la Hi-NRG et l'Europop.
Une altercation avec la police en 1984 et le déclin du disco signent la fin de la carrière de Gino Soccio.
En 2001, Gino Soccio produit un morceau nommé Spirits, qui toutefois ne sortira pas du fait qu'il exploitait un Riff (échantillon de guitare) du célèbre morceau "Hotel California" des Eagles. Gino n'avait pas, selon ses dires, assez d'argent pour retirer ce Riff.

## Discographie
Gino Soccio a produit de nombreux albums pour divers artistes, Karen Silver, Witch Queen, Gotham Flasher, Guy Lafleur (the hockey player), Radiah Frye… Il a composé la bande originale du film Babe de Buddy Hackett et il a écrit quelques chansons pour Grace Jones.

### Albums
- 1979 Outline (Celebration/Quality)
- 1980 S-Beat
- 1981 Closer
  - Try it out
  - Street talk
  - (It's been) Too Long
  - Hold tight
  - Love is
  - Closer
- 1982 Face To Face
  - It's alright
  - Dream on
  - You move me
  - Who dunnit
  - Remember
  - Look at yourself
  - Remember (remix)
  - It's alright (radio edit)
  - Remember (radio edit)
- 1984 Remember

### Singles
- 1979 Dancer (Celebration/Quality) claviers et vocales Soccio, Heather Gauthier, Sharon Lee Williams, Laurie Noedzielski, Busta Jones, Julia Gilmorec
- 1979 Les Visiteurs (Celebration/Quality)
- 1982 It's Alright
- 1984 Turn It Around
- 1985 Temptation Eyes
- 1986 Magic